# アクバル (マヤ暦)
アクバルは、マヤ文明で使われていたツォルキン（暦）の第3番目の日。キチェ語でAq'ab'al。夜明け、新しい日、命の期間更新の象徴。
- 関連色：赤、ネービーブルー、オレンジ色

- 解釈：夜明けのシンボル。空が白んでいること、夜が明けていること、日光が新しい日や時代、新しい永遠の命の到来を告げている印。太陽の最初の光線が地平線から顔を出し、夜の闇を追いやっていることのシンボル。

- 長所：早起き、穏やか、力強い、善良、助言者、器用、旅行者

- 短所：追い立てられる、泥棒や強盗の傾向がある、怒りやすい、中傷家、嘘つき

- 健康：外来のエネルギーを溜め込みすぎて病気になる。不快感は一過性だが、痛みや急な高熱を患う。

- 祭事：この日の祭事は、夜明けに感謝するために行われる。嘆きや中傷、嘘に邪魔されないようにと願う。村のために平和と調和を祈るのに適した日。道に光を照らすよう、そして隠れた物事が見つかるように願う。聖なる火が消えないよう、命を蘇らせるための新たな機会に出会えるよう、謎が明らかになるよう、平静と良い仕事や商売に恵まれるように願う。9アクバルの日はマイナス・エネルギーを防ぎ、正義と真実が優勢になるように願う日である。